# 37th New York Infantry
Le 37th New York Volunteer Infantry Regiment ou les « Irish Rifles » est formé par l'État, le 25 mai 1861, et organisé dans la ville de New York. Le régiment entre au service des États-Unis les 6 et 7 juin 1861 pour deux ans de service jusqu'au 22 juin 1863.
Le 75th Militia forme le noyau du régiment. Plusieurs compagnies sont recrutées : H à Allegany, I à Ellicottsville, K à Pulaski, et toutes les autres dans la ville de New York. Les hommes du 101st New York Volunteers se joignent à ce régiment par transfert le 24 décembre 1862. Le 25 mai 1863, les hommes qui ont servi sont regroupés dans deux compagnies et ces dernières sont transférées dans le 40th Infantry en tant que compagnies I et K.

## Service
Le 37th New York Volunteer Infantry a ses racines dans le 75th New York State Militia, organisé en 1856, par John H. McCunn, colonel ; James Haggerty, lieutenant-colonel ; et Dennis C. Minton, commandant. Le 75th est dissous en 1856, mais est relancé en avril 1861, lorsque le président Abraham Lincoln publie son appel aux armes.
Après avoir quitté l'État de New York, le 23 juin 1861, le régiment sert à et près de Washington jusqu'en mars 1862. Il campe au pied d'East Capitol Street. Un incident a lieu entre le colonel John H. McCunn et premier lieutenant Robert F. Hunter qui sert alors avec le prévôt de la garde. McCunn est déclaré coupable de conduite « préjudiciable au bon ordre et à la discipline militaire » mais aussi de « reprendre son épée et de ses services ». Le service se poursuit au sein de la brigade du colonel John H. McCunn dans l'armée du nord-est de la Virginie, du 21 juillet 1861.
Le régiment continue dans le brigade de Hunter, division du Potomac à partir du 4 août 1861. Ensuite, il sert dans la brigade de Richardson à partir du 22 août 1861 ; dans la même brigade de la division de Heintzelman de l'armée du Potomac, à partir du 15 octobre 1861.
Le régiment participe à la première bataille de Bull Run au sein des réserves du général McDowell et prend ses quartiers d'hiver près de la croisée des chemins de Bailey. Après plusieurs affectations temporaires, le régiment devient finalement une partie de la 3rd brigade de la 1st division, 3rd corps à compter du 13 mars 1862.
Les compagnies H et I servent en étant détachées de l'armée à fort Washington, D. C., d'août 1861 à mars 1862. Le régiment s'embarque pour la forteresse Monroe en mars 1862. Il est actif lors du siège de Yorktown (1862). Pendant qu'il est à Williamsburg, il reçoit une recommandation du général Philip Kearny pour acte de bravoure lors de l'action. Lors de cette bataille, 95 hommes sont tués, blessés ou disparus.
Lors de la bataille de Fair Oaks et des batailles des Sept Jours, le régiment est étroitement engagé, après quoi il part pour le camp à Harrison's landing ; il part de là pour Alexandria, et est présent lors des batailles de Bull Run et Chantilly ; il atteint Falmouth le 6 décembre 1862 ; il est actif à Fredericksburg perdant 35 hommes ; Il campe près de Falmouth pendant le reste de l'hiver
Le 24 décembre 1862, le régiment accueille les vétérans du 101st New York Infantry.
Les plus lourdes pertes sont subies lors de la campagne de Chancellorsville en mai 1863, lorsque 222 hommes du 37th sont tués, blessés ou disparus.
Le régiment prend part à la bataille de Chancellorsville (30 avril-6 mai 1863) au sein de la troisième brigade de la première division du IIIe corps de l'armée du Potomac(p457),.
Un rapport du commandant William DeLacy raconte les actions de cette rencontre dans le détail. Le régiment attaque les tentes le matin du 28 avril et marche sur environ 6 miles vers la rivière Rappahannock où ils sont installés. Ils traversent la rivière, le 1er mai, vers 11 heures. Ils défendent une batterie sur le front et ensuite se connecte avec la gauche du commandement du général Howard. Une attaque de nuit est entreprise à environ 11 heures du soir. DeLacey raconte comment le régiment « a repoussé une partie des troupes des trou d'hommes sur notre droite ». Le 3 mai, alors que la brigade passe à l'arrière des lignes de l'Union, une attaque mortelle sur le front et l'aile gauche cause de la confusion et force le régiment à reculer. Le régiment est plus tard réformé et recule.
Les hommes engagés pour trois ans sont transférés dans le 40th N. Y. le 29 mai 1863. Le 22 juin 1863, le régiment est libéré à New York, sous le commandement du colonel S. B. Hayman

## Forces et pertes totales
Au cours de son service, le régiment perd par mort, tué au combat, 3 officiers, 52 hommes du rang ; de blessures reçues au combat, 2 officiers, 24 hommes du rang ; de maladie et d'autres causes, 1 officier, 57 hommes du rang ; pour un total de 6 officiers, 113 hommes du rang ; et un agrégat de 119 hommes dont 2 soldats sont morts dans les mains de l'ennemi

## Commandants & état-major régimentaire
- Colonel John H. McCunn, du 8 juin au 31 août 1861.
- Colonel Samuel B. Hayman, du 28 septembre 1861 au 22 juin 1863.
- Lieutenant colonel John Burke, du 28 mai 1861 au 6 février 1862.
- Lieutenant colonel Gilbert Riordan, du 21 janvier 1862 au 22 juin 1863.
- Commandant Dennis C. Minton, du 7 juin 1861 au 4 septembre 1861.
- Commandant Gilbert Riordan, du 4 septembre 1861 au 21 janvier 1862.
- Commandant Patrick Henry Jones, du 21 janvier 1862 au 8 octobre 1862.
- Commandant William DeLacy, du 8 octobre 1862 au 22 juin 1863.
- Capitaine John Torboss Underhill
- Adjudant Cornelius Murphy, du 7 juin 1861 au 4 novembre 1861.
- Adjudant Patrick H. Jones, du 8 novembre 1861 au 21 janvier 1862.
- Adjudant James Henry, du 21 janvier 1862 au 22 juin 1863.
- Quartier maître Charles H. Hoyt, du 8 juin 1861 au 8 juin 1862.
- Quartier maître John Phalon, du 23 avril 1862 au 22 juin 1863.
- Chirurgien John McNulty, du 7 juin au 6 octobre 1861.
- Chirurgien William O'Meagher, du 10 octobre 1861 au 22 juin 1863.
- Chirurgien assistant William O'Meagher, du 8 juin 1861 au 10 octobre 1861.
- Chirurgien assistant John P. Phillips, du 11 octobre 1861 au 20 février 1863.
- Chirurgien assistant William B. Schermerhorn, du 6 septembre 1862 au 22 juin 1863.
- Aumônier Peter Tissot, S. J., du 25 mai 1861 au 22 juin 1863[2].

## Récipiendaires de la médaille d'honneur
- James Rowan O'Beirne. Au cours de la bataille de Seven Pines entre le 31 mai 1862 et le 1er juin 1862, on lui a décerné la médaille d'honneur pour avoir tenu avec bravoure la ligne de bataille jusqu'à l'ordre de repli.
- Timothy Fallon. Âgé de 23 ans lorsqu'il s'engage. Enrôlé, le 25 mai 1861, à la ville de New York, pour servir pendant deux ans, en tant que soldat, dans la compagnie K, à compter du 7 juin 1861 ; libéré le 13 décembre 1862, pour rempiler dans la batterie K, du 4th U.S. Artillery ; décoré de la médaille d'honneur, le 7 février 1891, pour acte de bravoure au combat lors de la bataille de Williamsburg, en Virginie, la bataille de Seven Pines, en Virginie, et de Big Shanty, Ga. À Williamsburg, en Virginie, il a aidé à repousser des tirailleurs rebelles dans leur ligne principale. Il a participé à l'action, à Fair Oaks, en Virginie, bien qu'exempté du service en raison d'une infirmité. Lors d'une charge avec sa compagnie à Big Shanty, Ga., a été le premier homme dans les ouvrages de l'ennemi.
- Martin Conboy. Âgé de 34 ans lorsqu'il s'engage. Recruté le 2 août 1861, dans la ville de New York, pour servir pendant deux ans ; enrôlé en tant que soldat, dans la compagnie K, le 3 août 1861 ; transféré dans la compagnie B et promu sergent, 9 décembre 1861 ; premier sergent, aucune date ; engagé en tant que second lieutenant, le 20 octobre 1862 ; libéré avec la compagnie, le 22 juin 1863, dans la ville de New York. Au cours de la bataille de Williamsburg, il prend le commandement de la compagnie lors des combats, le capitaine ayant été blessé et les autres officiers étant absents, il la mène avec compétence et bravoure. Pour ce service, il reçoit la médaille d'honneur. Commissionné second lieutenant, le 24 décembre 1862, avec une date de prise de rang au 20 octobre 1862, après la démission de J. O. C. Doyle[2].

## Autres sources
- Liste des régiments de New York de la guerre de Sécession
- Guerre de Sécession dans l'Est - Chronologie du 37th NY Regiment